# St. Peter und Paul (Hilzingen)

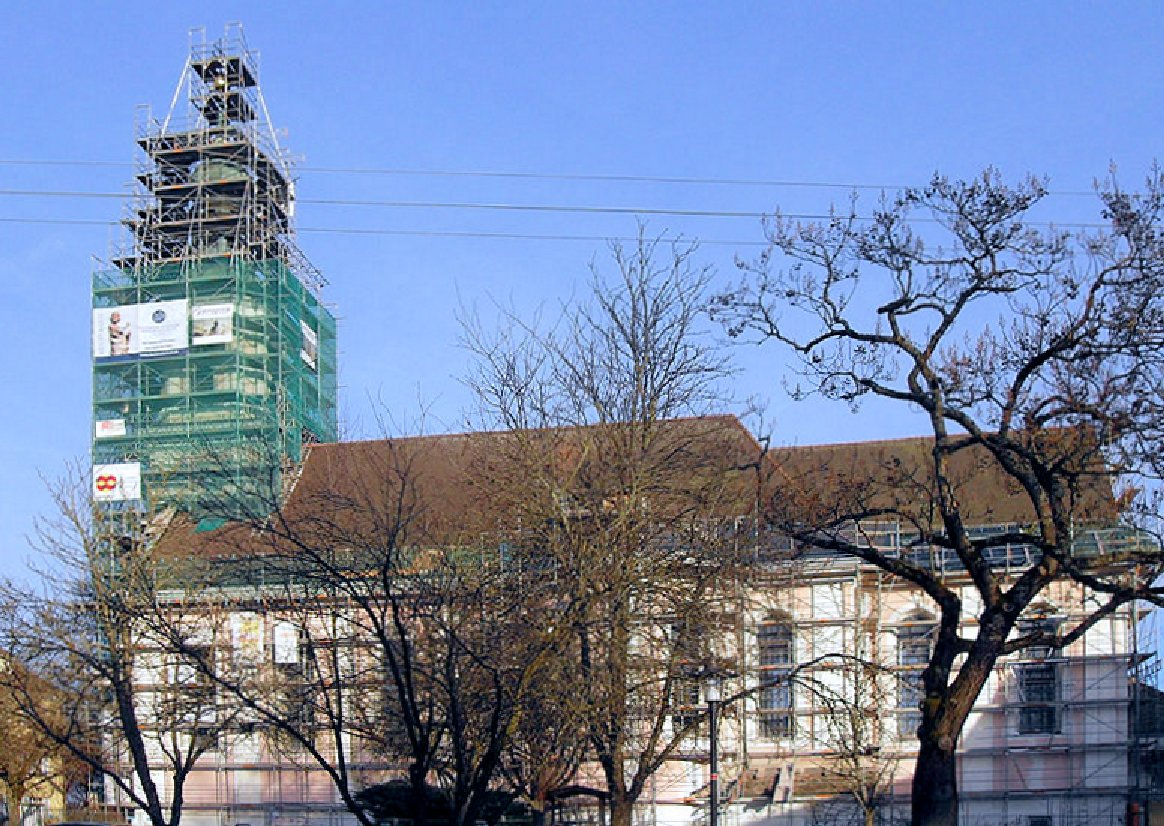
St. Peter und Paul (2014)

Die römisch-katholische Pfarrkirche St. Peter und Paul ist eine barocke Saalkirche in Hilzingen im Landkreis Konstanz in Baden-Württemberg. Sie gehört zur Kirchengemeinde Hohenstoffeln-Hilzingen im Dekanat Hegau des Erzbistums Freiburg.

## Geschichte und Architektur
Die Kirche Hilzingen wurde als Prioratskirche des Klosters Petershausen nach 1747 erbaut, um 1753 war die Innenausstattung abgeschlossen. Sie gilt als ein Werk von Peter Thumb, der auch die in der Anlage verwandte Wallfahrtskirche Birnau erbaute. Die plastische Ausstattung stammt wohl von Johann Georg Gigl und Dominikus Hermenegild Herberger, die Malereien von Benedikt Gambs.

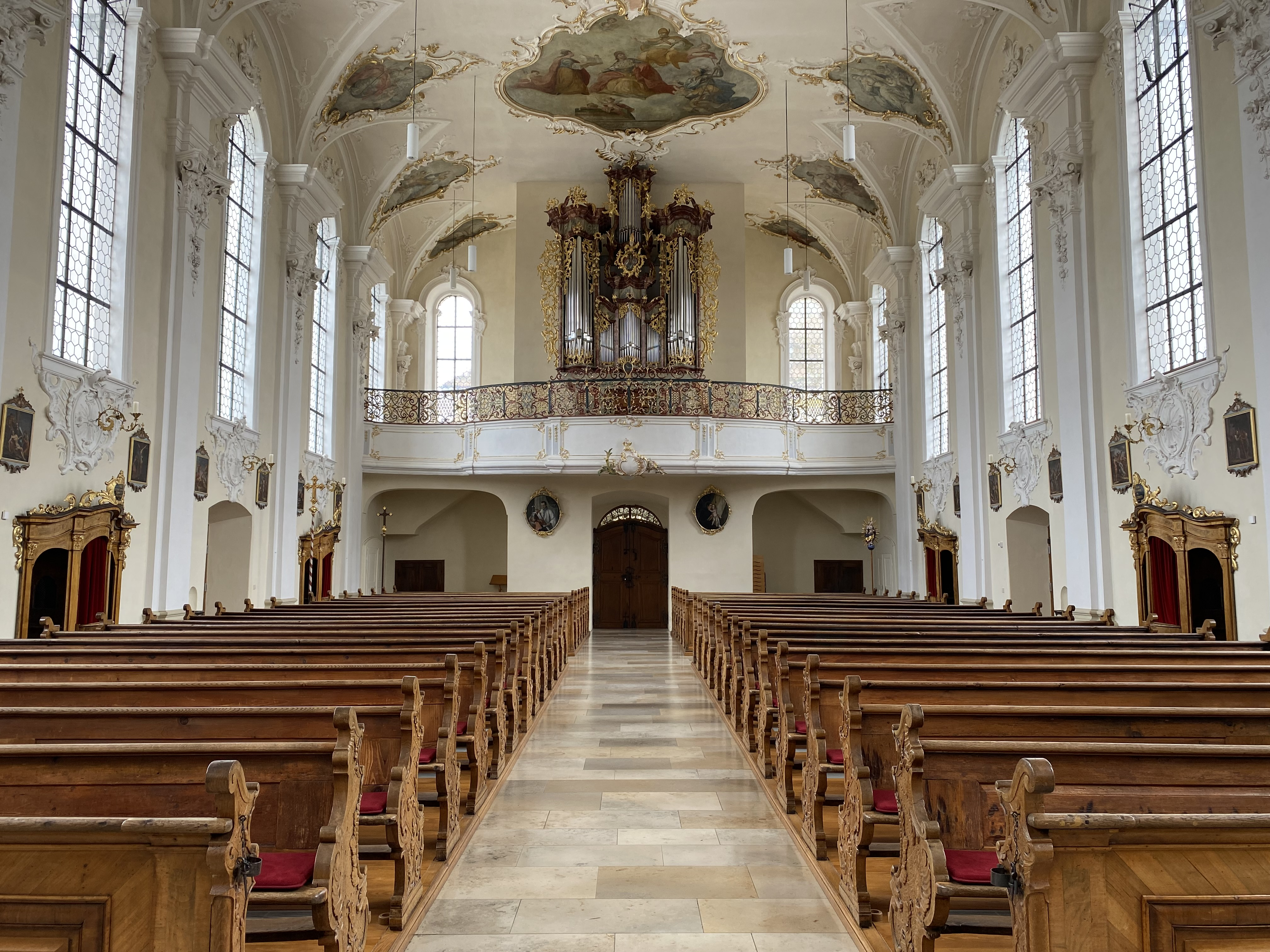
Innenansicht nach Westen

Die freistehende, nicht nach Osten ausgerichtete Kirche ist außen durch gestaffelte Bauteile mit farbig abgesetzten Lisenen gegliedert und wird durch gleichmäßig gereihte Rundbogenfenster erhellt. Die Eingangsfront wird durch den einprägsamen Turm mit oktogonalem Glockengeschoss, barocker Haube und zwiebelförmiger Laterne geprägt. Das Portal aus Sandstein ist mit dem Wappen des Abts Michael Sauter geschmückt. Die fünfachsige Saalkirche ist im vierten Joch querschiffartig erweitert mit ovalen Abschlüssen; hinter dem eingezogenen rechteckigen Chor ist die Sakristei angebaut. Die Wände sind mit Pilastern mit hohen Gebälkstücken gegliedert, der Raum wird durch ein Flachtonnengewölbe mit tief einschneidenden Stichkappen abgeschlossen.
Die Deckengemälde im Chor zeigen im Hauptbild das Abendmahl und in den daran anschließenden Lünetten typologisch zugeordnete Szenen aus dem Alten Testament. Daran anschließend ist im Langhaus eine Szene dargestellt, in der die Gottesmutter dem heiligen Ildephons als Lohn für seine Schrift „Über die Jungfrauschaft der Gottesmutter“ von Engeln ein Messgewand überreichen lässt, weiter folgen Darstellungen des heiligen Benedikt inmitten der triumphierenden Kirche sowie der Verlegung des Hohentwielklosters nach Stein am Rhein im Jahr 1005 durch den späteren Kaiser Heinrich II. und seine Gemahlin Kunigunde von Luxemburg, hier mit Kirchenmodell. In den Lünetten sind die vier Kardinaltugenden dargestellt, über den Nebenaltären die Heiligen Martin und Vitus, die vier Erdteile, die drei christlichen Haupttugenden sowie Allegorien der Wachsamkeit und Freigiebigkeit.

## Ausstattung
Das Mittelbild im Hauptaltar stellt Mariä Himmelfahrt dar und ist ein Werk von Gambs mit dem Datum 1750, im Altarauszug ist die Heilige Dreifaltigkeit zu sehen.
Die Seitenaltäre sind mit Bildern aus dem Jahr 1753 von Franz Ludwig Herrmann versehen und zeigen rechts den Tod des heiligen Benedikt, links die Heilige Familie.
Auch die Nebenaltäre werden Herrmann zugeschrieben und zeigen rechts den heiligen Vitus, links den heiligen Martin.
Das Gestühl, die Kanzel, der Orgelprospekt und das Emporengitter sind fein gearbeitete Werke aus der Zeit um 1753.

## Orgel

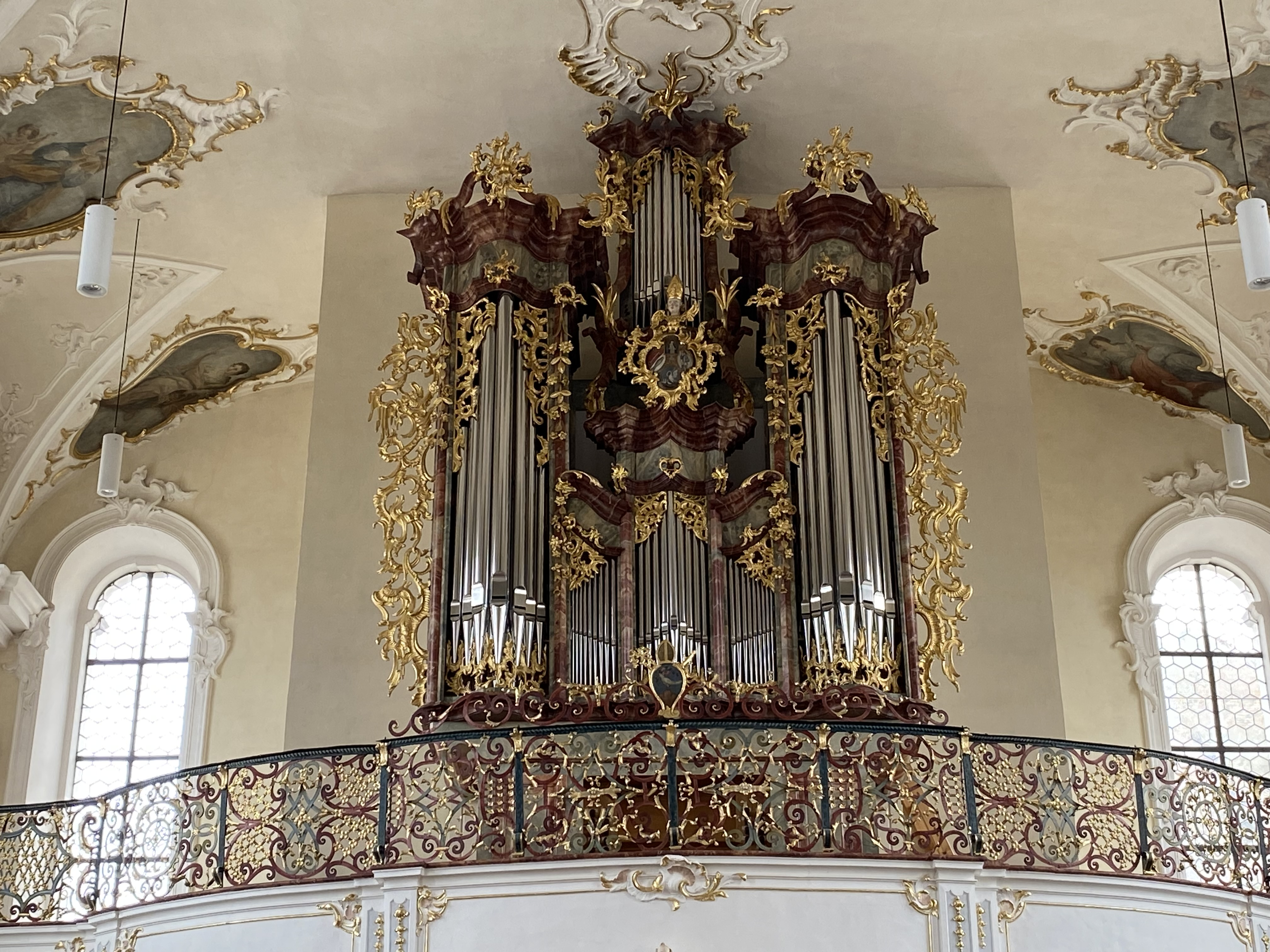
Orgel

Die Orgel ist ein Werk der Manufacture d’Orgues Thomas aus dem Jahr 2017 mit 16 Registern auf zwei Manualen und Pedal im Gehäuse einer Orgel von Johann Georg Aichgasser aus den Jahren um 1750. Etliche Register des Positivs und des Pedals sind Transmissionen aus dem Hauptwerk.
| I Hauptwerk C–g3 |                |         |
| 01.              | Principal      | 08′     |
| 02.              | Gambviol       | 08′     |
| 03.              | Rohrflöte      | 08′     |
| 04.              | Octave         | 04′     |
| 05.              | Spitzflöte     | 04′     |
| 06.              | Quint Nasat    | 03′     |
| 07.              | Super Octave   | 02′     |
| 08.              | Sesquialtera 0 | 01 3⁄5′ |
| 09.              | Quint 0        | 01 ⁄3′  |
| 10.              | Mixtur III     | 01′     |
| 11.              | Fagott         | 16′     |
| 12.              | Trompete       | 08′     |

| II Positiv C–g3 |                          |         |
| 13.             | Coppel                   | 08′     |
| 14.             | Octave (= Nr. 4)         | 04′     |
| 15.             | Spitzflöte (= Nr. 5)     | 04′     |
| 16.             | Quint Nasat (= Nr. 6)    | 03′     |
| 17.             | Super Octave (= Nr. 7)   | 02′     |
| 18.             | Gemshorn                 | 02′     |
| 19.             | Sesquialtera (= Nr. 8) 0 | 01 3⁄5′ |
| 20.             | Quint (= Nr. 9) 0        | 01 ⁄3′  |
| 21.             | Vox humana               | 08′     |

| Pedal C–f1 |                         |     |
| 22.        | Soubasse                | 16′ |
| 23.        | Principalbass (= Nr. 1) | 08′ |
| 24.        | Gambviol (= Nr. 2)      | 08′ |
| 25.        | Flöte (= Nr. 3)         | 08′ |
| 26.        | Fagott (= Nr. 11)       | 16′ |
| 27.        | Trompete (= Nr. 12)     | 08′ |

- Koppeln: II/I, I/P, II/P
- Nebenregister: Kanaltremulant